# Relais 4 × 400 mètres aux championnats d'Europe d'athlétisme en salle
Pour un article plus général, voir Championnats d'Europe d'athlétisme en salle.
Le relais 4 × 400 mètres figure au programme des championnats d'Europe d'athlétisme en salle depuis 2000.
Les records des championnats d'Europe en salle appartiennent chez les hommes à l'équipe de Belgique (Julien Watrin, Dylan Borlée, Jonathan Borlée et Kévin Borlée) en 3 min 2 s 87 (2015) et chez les femmes à l'équipe des Pays-Bas (Lieke Klaver, Nina Franke, Cathelijn Peeters et Femke Bol) en 3 min 24 s 34 (2025).

## Palmarès

### Hommes
| Édition | Or                                                                         | Argent                                                                          | Bronze                                                                       |
| ------- | -------------------------------------------------------------------------- | ------------------------------------------------------------------------------- | ---------------------------------------------------------------------------- |
| 2000    | Tchéquie Jiří Mužík Jan Poděbradský Štěpán Tesařík Karel Bláha             | Allemagne Ingo Schultz Ruwen Faller Marco Krause Lars Figura                    | Hongrie Péter Nyilasi Attila Kilvinger Zétény Dombi Tibor Bedi               |
| 2002    | Pologne Marek Plawgo Piotr Rysiukiewicz Artur Gąsiewski Robert Maćkowiak   | France Marc Foucan Laurent Claudel Loïc Lerouge Stéphane Diagana                | Espagne Carlos Meléndez David Canal Salvador Rodríguez Alberto Martínez      |
| 2005    | France Richard Maunier Rémi Wallard Brice Panel Marc Raquil                | Grande-Bretagne Dale Garland Daniel Cossins Richard Davenport Gareth Warburton  | Russie Andrey Polukeyev Aleksandr Usov Dmitriy Forshev Alexander Borshchenko |
| 2007    | Royaume-Uni Dale Garland Robert Tobin Philip Taylor Steven Green           | Russie Ivan Buzolin Vladislav Frolov Maksim Dyldin Artem Sergeyenkov            | Pologne Piotr Kędzia Marcin Marciniszyn Łukasz Pryga Piotr Klimczak          |
| 2009    | Italie Jacopo Marin Matteo Galvan Domenico Rao Claudio Licciardello        | Royaume-Uni Richard Buck Nick Leavey Nigel Levine Philip Taylor                 | Pologne Jan Ciepiela Marcin Marciniszyn Jarosław Wasiak Piotr Klimczak       |
| 2011    | France Marc Macédot Leslie Djhone Mamoudou Hanne Yoann Décimus             | Royaume-Uni Nigel Levine Nick Leavey Richard Strachan Richard Buck              | Belgique Jonathan Borlée Antoine Gillet Nils Duerinck Kévin Borlée           |
| 2013    | Royaume-Uni Nigel Levine Michael Bingham Richard Strachan Richard Buck     | Russie Pavel Trenikhin Yuriy Trambovetskiy Konstantin Svechkar Vladimir Krasnov | Tchéquie Daniel Němeček Josef Prorok Petr Lichý Pavel Maslák                 |
| 2015    | Belgique Julien Watrin Dylan Borlée Jonathan Borlée Kévin Borlée           | Pologne Karol Zalewski Rafał Omelko Łukasz Krawczuk Jakub Krzewina              | Tchéquie Daniel Němeček Patrik Šorm Jan Tesař Pavel Maslák                   |
| 2017    | Pologne Kacper Kozłowski Łukasz Krawczuk Przemysław Waściński Rafał Omelko | Belgique Robin Vanderbemden Julien Watrin Dylan Borlée Kévin Borlée             | Tchéquie Patrik Šorm Jan Tesař Jan Kubista Pavel Maslák                      |
| 2019    | Belgique Julien Watrin Jonathan Borlée Dylan Borlée Kévin Borlée           | Espagne Óscar Husillos Manuel Guijarro Lucas Búa Bernat Erta                    | France Mame-Ibra Anne Thomas Jordier Nicolas Courbière Fabrisio Saïdy        |
| 2021    | Pays-Bas Jochem Dobber Liemarvin Bonevacia Ramsey Angela Tony van Diepen   | Tchéquie Vít Müller Pavel Maslák Michal Desenský Patrik Šorm                    | Royaume-Uni Joe Brier Owen Smith James Williams Lee Thompson                 |
| 2023    | Belgique Dylan Borlée Alexander Doom Kévin Borlée Julien Watrin            | France Gilles Biron Téo Andant Victor Coroller Muhammad Abdallah Kounta         | Pays-Bas Isayah Boers Isaya Klein Ikkink Ramsey Angela Liemarvin Bonevacia   |
| 2025    | Pays-Bas Eugene Omalla Nick Smidt Isaya Klein Ikkink Tony van Diepen       | Espagne Markel Fernandez Manuel Guijarro Óscar Husillos Bernat Erta             | Belgique Julien Watrin Christian Iguacel Florent Mabille Jonathan Sacoor     |

### Femmes
| Édition | Or                                                                                           | Argent                                                                        | Bronze                                                                                    |
| ------- | -------------------------------------------------------------------------------------------- | ----------------------------------------------------------------------------- | ----------------------------------------------------------------------------------------- |
| 2000    | Russie Olesya Zykina Irina Rosikhina Yuliya Sotnikova Svetlana Pospelova                     | Italie Francesca Carbone Carla Barbarino Patrizia Spuri Virna De Angeli       | Roumanie Georgeta Lazar Anca Safta Otilia Ruicu Alina Ripanu                              |
| 2002    | Biélorussie Yekaterina Stankevich Iryna Khliustava Anna Kozak Sviatlana Usovich              | Pologne Anna Pacholak Aneta Lemiesz Anna Zagórska Grażyna Prokopek            | Italie Daniela Reina Patrizia Spuri Carla Barbarino Danielle Perpoli                      |
| 2005    | Russie Tatyana Levina Yuliya Pechenkina Irina Rosikhina Svetlana Pospelova                   | Pologne Anna Pacholak Monika Bejnar Marta Chrust-Rożej Małgorzata Pskit       | Grande-Bretagne Melanie Purkiss Donna Fraser Catherine Murphy Lee McConnell               |
| 2007    | Biélorussie Yulianna Yuschanka Iryna Khliustava Sviatlana Usovich Ilona Usovich              | Russie Olesya Zykina Natalia Ivanova Zhanna Kashcheyeva Natalya Antyukh       | Grande-Bretagne Emma Duck Nicola Sanders Kim Wall Lee McConnell                           |
| 2009    | Russie Darya Safonova Yelena Voynova Antonina Krivoshapka Natalya Antyukh                    | Grande-Bretagne Donna Fraser Kim Wall Vicki Barr Marilyn Okoro                | Biélorussie Alena Kievich Katsiaryna Bobryk Hanna Tashpulatava Katsiaryna Mishyna         |
| 2011    | Russie Kseniya Zadorina Kseniya Ryzhova Yelena Migunova Olesya Forsheva                      | Grande-Bretagne Kelly Sotherton Lee McConnell Jennifer Meadows Marilyn Okoro  | France Muriel Hurtis-Houairi Lætitia Denis Marie Gayot Floria Gueï                        |
| 2013    | Grande-Bretagne Eilidh Child Shana Cox Christine Ohuruogu Perri Shakes-Drayton               | Russie Olga Tovarnova Tatyana Veshkurova Nadezhda Kotlyarova Kseniya Zadorina | Tchéquie Denisa Rosolová Jitka Bartoničková Lenka Masná Zuzana Hejnová                    |
| 2015    | France Floria Gueï Elea-Mariama Diarra Agnès Raharolahy Marie Gayot                          | Grande-Bretagne Kelly Massey Seren Bundy-Davies Laura Maddox Kirsten McAslan  | Pologne Joanna Linkiewicz Małgorzata Hołub Monika Szczęsna Justyna Święty                 |
| 2017    | Pologne Patrycja Wyciszkiewicz Iga Baumgart Małgorzata Hołub Justyna Święty                  | Grande-Bretagne Eilidh Doyle Mary Iheke Philippa Lowe Laviai Nielsen          | Ukraine Olha Bibik Tetyana Melnyk Anastasiya Bryzhina Olha Lyakhova                       |
| 2019    | Pologne Anna Kiełbasińska Iga Baumgart-Witan Małgorzata Hołub-Kowalik Justyna Święty-Ersetic | Grande-Bretagne Laviai Nielsen Zoey Clark Amber Anning Eilidh Doyle           | Italie Raphaela Lukudo Ayomide Folorunso Chiara Bazzoni Marta Milani                      |
| 2021    | Pays-Bas Lieke Klaver Marit Dopheide Lisanne de Witte Femke Bol                              | Grande-Bretagne Zoey Clark Jodie Williams Ama Pipi Jessie Knight              | Pologne Natalia Kaczmarek Kornelia Lesiewicz Małgorzata Hołub-Kowalik Aleksandra Gaworska |
| 2023    | Pays-Bas Lieke Klaver Eveline Saalberg Cathelijn Peeters Femke Bol                           | Italie Alice Mangione Ayomide Folorunso Anna Polinari Eleonora Marchiando     | Pologne Anna Kiełbasińska Marika Popowicz-Drapała Alicja Wrona Anna Pałys                 |
| 2025    | Pays-Bas Lieke Klaver Nina Franke Cathelijn Peeters Femke Bol                                | Royaume-Uni Lina Nielsen Hannah Kelly Emily Newnham Amber Anning              | Tchéquie Lada Vondrová Nikoleta Jichová Tereza Petržilková Lurdes Gloria Manuel           |

Des épreuves 4 × 2 tours ont également été disputées de 1966 à 1975, la distance variant selon la longueur de la piste d'athlétisme :
- 4 × 2 × 300 m en 1967
- 4 × 2 × 320 m en 1966 et 1975
- 4 × 2 × 340 m en 1973
- 4 × 2 × 360 m en 1972
- 4 × 2 × 364 m en 1968
- 4 × 2 × 390 m en 1969
- 4 × 2 × 392 m en 1974
- 4 × 2 × 400 m en 1970 et 1971

## Records des championnats

### Hommes
| Temps        | Pays     | Lieu   | Date |
| ------------ | -------- | ------ | ---- |
| 3 min 2 s 87 | Belgique | Prague | 2015 |

### Femmes
| Temps         | Pays     | Lieu      | Date |
| ------------- | -------- | --------- | ---- |
| 3 min 24 s 34 | Pays-Bas | Apeldoorn | 2025 |